# Arend Versteegh

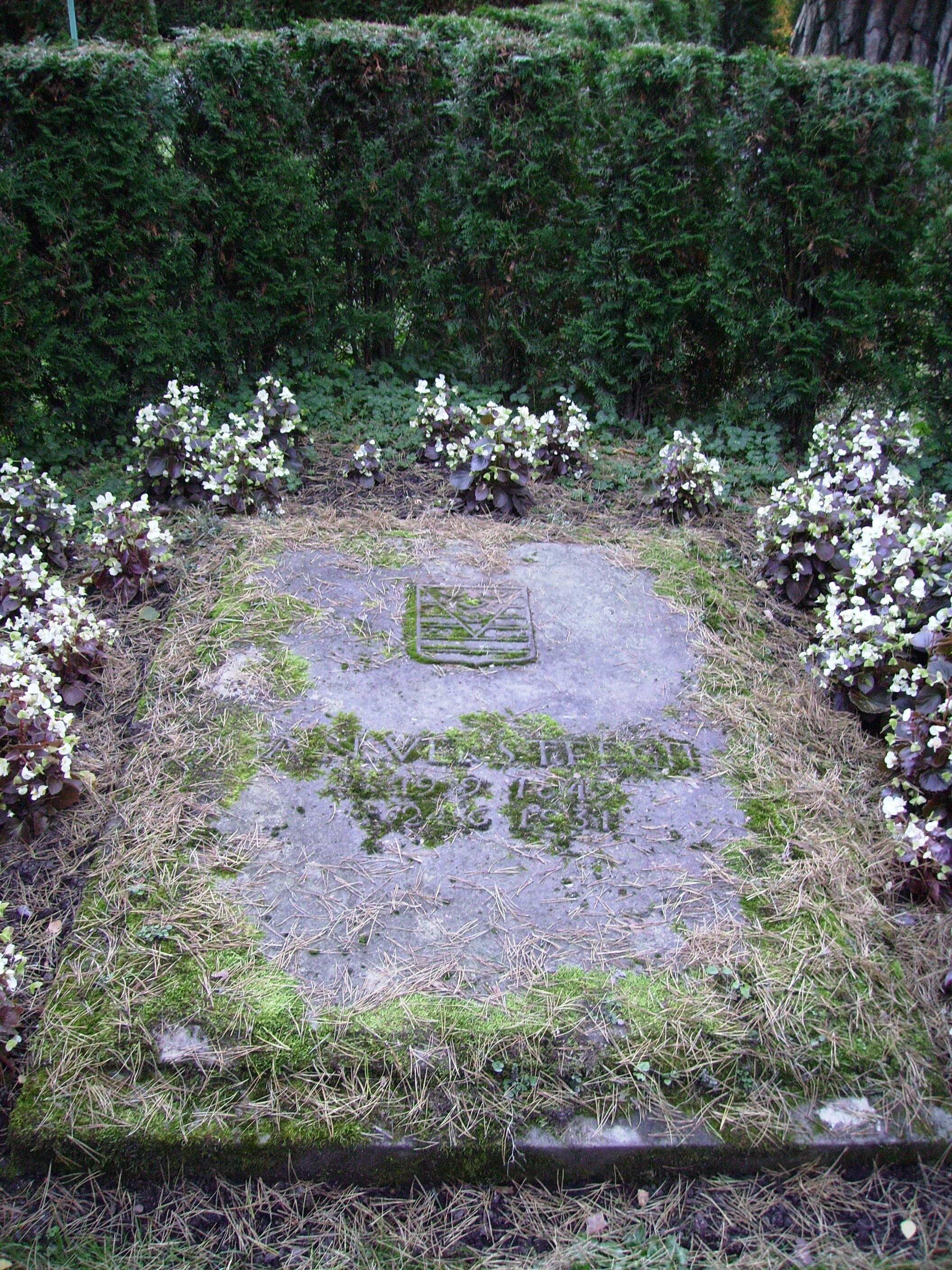
A.N. Versteeghs gravvård på Norra begravningsplatsen.

Arend Nikolaus Versteegh, född 19 september 1849 i Edam, Nederländerna, död 24 juni 1931 i Stockholm, var en nederländsk-svensk industriman.
A.N. Versteegh flyttade från Nederländerna till Sverige och bosatte sig i Härnösand 1875, där han på 1890-talet blev huvudägare i Härnösands ångsågsaktiebolag samt skaffade sig ett avgörande inflytande över flera industriföretag i Ådalen, främst Graningeverken och den s.k. Marmakoncernen. Han var således VD i Marma sågverks AB, Sulfit AB Ljusnan, Ad. Ungers industri AB, Graningeverkens AB, Sandvikens cellulosa AB och Utansjö AB.
Han var en av Sveriges rikaste män, och far till Gérard Versteegh. Han gravsattes 25 augusti 1931 på Norra begravningsplatsen i Stockholm (15E/11).
Arend Versteegh har flera idag levande ättlingar i Sverige och England. Däribland de två kusinerna Gerard och Gerard Versteegh.